# Baldovar

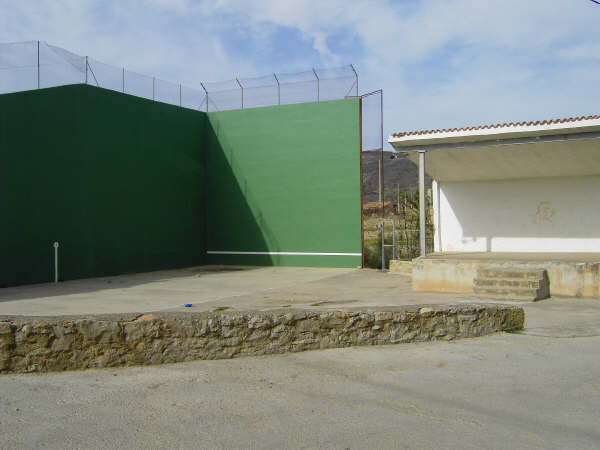
Poliesportiu i escenari de festes a Baldovar

Baldovar és un llogaret del municipi valencià d'Alpont (comarca dels Serrans). Està situat a dos quilòmetres i mig de la vila, i a 923 metres d'altura sobre el nivell del mar, en una petita vall, prop de la rambla d'Arquela. S'hi arriba des de la CV-353 que surt de la carretera d'Alpont a la Iessa. El nucli està dividit en tres barris: barri de Dalt, de Baix i el Puntal (aquest darrer menys habitat). La població ha anat minvant gradualment en els darrers quaranta anys fins a arribar als 93 habitants l'any 2003. De l'economia del llogaret destacar la instal·lació de la bodega vinícola de Sant Roc l'any 1958.
Pel que fa als monuments, l'ermita de Sant Roc és l'unic element remarcable, temple barroc del segle xvii.

## Celebracions
Celebra les festes patronals el dia 16 d'agost en honor de Sant Roc i la setmana prèvia, organitzada per l'associació cultural formada per veïns i estiuejants.
També és tradicional la festa dels Quintos (xics i xiques de la mateixa edat) la setmana següent a la Pasqua. Després de recórrer Camp de Baix, la Carrasca i Camp de Dalt, els quintos arriben a Baldovar el dimarts a la tarda realitzant una cercavila. A la nit organitzen una revetlla i l'endemà els festers recorren el poble demanant la voluntat als seus habitants per a acabar la festa per la vesprada amb un ball. Després d'aquest ritual, la comitiva es dirigeix cap al llogaret del Serral on continuaran la festa.
Als anys noranta es va recuperar una de les tradicions més importants del lloc, les Carnestoltes.